# Gnomulus annulipes
Espèce
Synonymes
- Pelitnus annulipes Pocock, 1897

Gnomulus annulipes est une espèce d'opilions laniatores de la famille des Sandokanidae.

## Distribution
Cette espèce est endémique du Sarawak en Malaisie. Elle se rencontre vers le Baram et le parc national du Gunung Mulu.

## Description
L'holotype mesure 7 mm.
Le mâle décrit par Schwendinger et Martens en 1999 mesure 7,35 mm et les femelles 6,73 et 7,03 mm.

## Systématique et taxinomie
Cette espèce a été décrite sous le protonyme Pelitnus annulipes par Pocock en 1897. Elle est placée dans le genre Gnomulus par Martens et Schwendinger en 1998.

## Publication originale
- Pocock, 1897 : « Description of some new Oriental Opiliones recently received by the British Museum. » Annals and Magazine of Natural History, sér. 6, vol. 19, p. 283–292 (texte intégral).